# Jeannie Longo
Jeannie Longo-Ciprelli (ur. 31 października 1958 w Saint-Gervais-les-Bains, Górna Sabaudia) – najbardziej utytułowana kolarka szosowa na świecie. Uprawia również narciarstwo i odnosi w tej dziedzinie wiele sukcesów. Wiele tytułów mistrzowskich w kolarstwie odniosła nie tylko na szosie, ale również w kolarstwie torowym. Ze swoimi 13 tytułami mistrzyni świata jest bardziej utytułowana niż jakikolwiek mężczyzna uprawiający kolarstwo. Wygrywała ponad 950 razy w kobiecym peletonie.

## Kariera

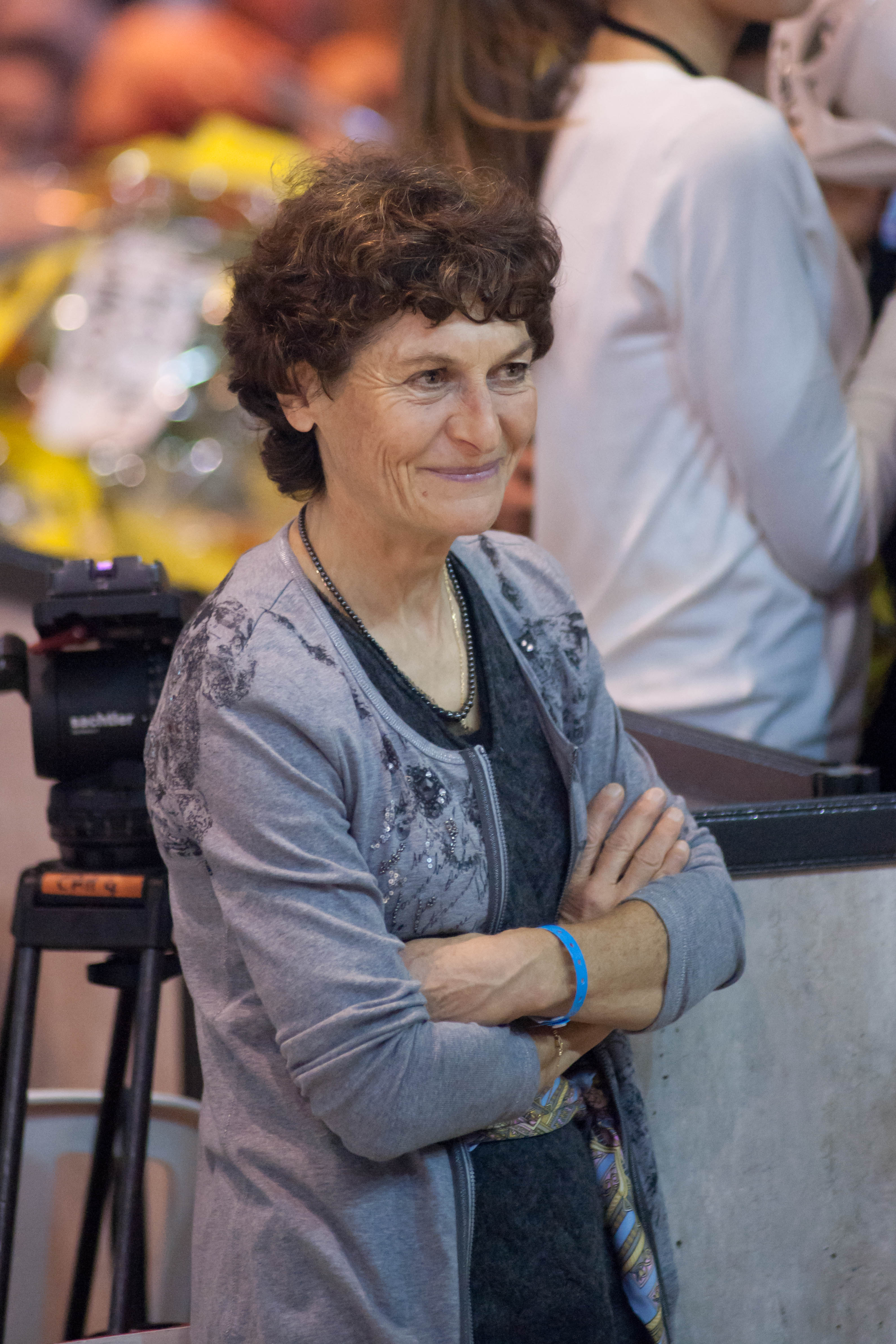
Jeannie Longo

Longo zaczęła swoją karierę jako narciarka alpejska. Po tym, jak wygrała mistrzostwa uczniowskie Francji (1975) i trzykrotnie studenckie mistrzostwa Francji zmieniła (po namowach trenera) dyscyplinę na kolarstwo.
Studiowała Informatykę i Matematykę w "Institut d'études commerciales de Grenoble", ma dyplom z ekonomii sportu. Od 1987 roku jest wykładowcą. Jej mężem jest jej trener Patrice Ciprelli.
Wielokrotnie poprawiała kolarski rekord świata w jeździe godzinnej. Jej rekord wg starych zasad UCI z dnia 26 października 1996 (48,159 km w mieście Meksyk) jest dotąd niepobity. Po zmianach w regulaminie UCI, jej rekord z 7 grudnia 2000 (45,094 km), został jednak pobity 1 października 2003 przez Leontien van Moorsel (46,065 km).
W latach 1989–1991 przerwała swoją sportową karierę.
Siedmiokrotnie uczestniczyła w igrzyskach olimpijskich. Niespełna dwóch sekund zabrakło jej do zdobycia brązowego medalu w igrzyskach olimpijskich w Pekinie. W wyścigu indywidualnym na czas zajęła 4. miejsce.

## Sukcesy
Ma w swoim dorobku ponad 115 zwycięstw w wyścigach wieloetapowych, 38 rekordów świata oraz 58 tytułów Mistrzyni Francji (ostatni, w jeździe indywidualnej na czas z 2011 roku).
- 1985: Mistrzostwo Świata na szosie
- 1986: Mistrzostwo Świata na szosie, Mistrzostwo Świata w wyścigu na dochodzenie
- 1987: Tour de France, Mistrzostwo Świata na szosie
- 1988: Tour de France, Mistrzostwo Świata w wyścigu na dochodzenie
- 1989: Tour de France, Mistrzostwo Świata na szosie, Mistrzostwo Świata w wyścigu na dochodzenie, Mistrzostwo Świata w wyścigu punktowym
- 1992: Olimpijskie srebro
- 1995: Mistrzostwo Świata na szosie, Mistrzostwo Świata w jeździe indywidualnej na czas
- 1996: Olimpijskie złoto, Olimpijskie srebro w jeździe na czas, Mistrzostwo Świata w jeździe indywidualnej na czas
- 1997: Mistrzostwo Świata w jeździe indywidualnej na czas
- 2000: Olimpijski brąz
- 2001: Mistrzostwo Świata w jeździe indywidualnej na czas